# Charm City Cross
De Charm City Cross is een veldrit die sinds 2009 jaarlijks de Amerikaanse stad Baltimore wordt gehouden. De koers heeft de categorie C1/C2.
Zoals veel Amerikaanse veldritten worden er gedurende een weekend twee edities verreden: één op de zaterdag, één op de zondag.

## Erelijst

### Mannen elite

#### Zaterdag (dag 1)
| Datum             | Klassement  | Cat. | Winnaar           | Tweede            | Derde             |
| ----------------- | ----------- | ---- | ----------------- | ----------------- | ----------------- |
| 20 september 2009 | Losse cross | C2   | Davide Frattini   | Mike Garrigan     | Adam Myerson      |
| 18 september 2010 | Losse cross | C2   | Davide Frattini   | Valentin Scherz   | Anthony Grand     |
| 17 september 2011 | Losse cross | C2   | Ian Field         | Tom Van den Bosch | Mike Garrigan     |
| 22 september 2012 | Losse cross | C2   | Nicolas Bazin     | Ian Field         | Weston Schempf    |
| 21 september 2013 | Losse cross | C2   | Jonathan Page     | Lukas Winterberg  | Stephen Hyde      |
| 20 september 2014 | Losse cross | C2   | Cameron Dodge     | Lukas Winterberg  | Christopher Jones |
| 10 oktober 2015   | Losse cross | C2   | Curtis White      | Travis Livermon   | Cameron Dodge     |
| 8 oktober 2016    | Losse cross | C2   | Stephen Hyde      | Kerry Werner      | Curtis White      |
| 7 oktober 2017    | US Cup      | C1   | Tobin Ortenblad   | Jeremy Powers     | Stephen Hyde      |
| 6 oktober 2018    | Losse cross | C1   | Kerry Werner      | Matthieu Boulo    | James Driscoll    |
| 12 oktober 2019   | Losse cross | C2   | Kerry Werner      | Curtis White      | Stephen Hyde      |
| 2 oktober 2021    | USCX Series | C1   | Vincent Baestaens | Kerry Werner      | Stephen Hyde      |
| 1 oktober 2022    | USCX Series | C1   | Vincent Baestaens | Eric Brunner      | Curtis White      |
| 30 september 2023 | USCX Series | C1   | Anton Ferdinande  | Andrew Strohmeyer | Curtis Whitte     |
| 28 september 2024 | USCX Series | C1   | Andrew Strohmeyer | Scott Funston     | Eric Brunner      |

#### Zondag (dag 2)
| Datum             | Klassement  | Cat. | Winnaar           | Tweede            | Derde               |
| ----------------- | ----------- | ---- | ----------------- | ----------------- | ------------------- |
| 19 september 2010 | Losse cross | C2   | Davide Frattini   | Valentin Scherz   | Anthony Grand       |
| 18 september 2011 | Losse cross | C2   | Tom Van den Bosch | Ian Field         | Dylan McNicholas    |
| 23 september 2012 | Losse cross | C2   | Nicolas Bazin     | Ian Field         | Flavien Dassonville |
| 22 september 2013 | Losse cross | C2   | Stephen Hyde      | Jonathan Page     | Mike Garrigan       |
| 21 september 2014 | Losse cross | C2   | Stephen Hyde      | Dan Timmerman     | Christopher Jones   |
| 11 oktober 2015   | Losse cross | C2   | Curtis White      | Cameron Dodge     | Travis Livermon     |
| 9 oktober 2016    | Losse cross | C1   | Stephen Hyde      | Jeremy Powers     | Dan Timmerman       |
| 8 oktober 2017    | US Cup      | C2   | Stephen Hyde      | Spencer Petrov    | Kerry Werner        |
| 7 oktober 2018    | Losse cross | C2   | James Driscoll    | Kerry Werner      | Curtis White        |
| 13 oktober 2019   | Losse cross | C2   | Curtis White      | Kerry Werner      | Stephen Hyde        |
| 3 oktober 2021    | USCX Series | C2   | Vincent Baestaens | Curtis White      | Christopher Blevins |
| 2 oktober 2022    | USCX Series | C2   | Curtis White      | Vincent Baestaens | Kerry Werner        |
| 1 oktober 2023    | USCX Series | C2   | Andrew Strohmeyer | Vincent Baestaens | Curtis Whitte       |
| 29 september 2024 | USCX Series | C2   | Eric Brunner      | Andrew Strohmeyer | Scott Funston       |

### Vrouwen elite

#### Zaterdag (dag 1)
| Datum             | Klassement  | Cat. | Winnaar           | Tweede            | Derde             |
| ----------------- | ----------- | ---- | ----------------- | ----------------- | ----------------- |
| 20 september 2009 | Losse cross | C2   | Laura van Gilder  | Maureen Bruno Roy | Rebecca Wellons   |
| 18 september 2010 | Losse cross | C2   | Laura van Gilder  | Kristin Gavin     | Deidre Winfield   |
| 17 september 2011 | Losse cross | C2   | Helen Wyman       | Laura van Gilder  | Joyce Vanderbeken |
| 22 september 2012 | Losse cross | C2   | Helen Wyman       | Arley Kemmerer    | Nicole Thiemann   |
| 21 september 2013 | Losse cross | C2   | Helen Wyman       | Arley Kemmerer    | Nicole Thiemann   |
| 20 september 2014 | Losse cross | C2   | Helen Wyman       | Arley Kemmerer    | Jessica Cutler    |
| 10 oktober 2015   | Losse cross | C2   | Emma White        | Kathryn Cumming   | Brittlee Bowman   |
| 8 oktober 2016    | Losse cross | C2   | Katherine Compton | Helen Wyman       | Emma White        |
| 7 oktober 2017    | US Cup      | C1   | Kaitlin Keough    | Emma White        | Ellen Noble       |
| 6 oktober 2018    | Losse cross | C1   | Ellen Noble       | Maghalie Rochette | Kaitlin Keough    |
| 12 oktober 2019   | Losse cross | C2   | Rebecca Fahringer | Carla Williams    | Caroline Nolan    |
| 2 oktober 2021    | USCX Series | C1   | Clara Honsinger   | Caroline Mani     | Katie Clouse      |
| 1 oktober 2022    | USCX Series | C1   | Annemarie Worst   | Caroline Mani     | Raylyn Nuss       |
| 30 september 2023 | USCX Series | C1   | Maghalie Rochette | Caroline Mani     | Sidney Mcgill     |
| 28 september 2024 | Trek USCX   | C1   | Hélène Clauzel    | Manon Bakker      | Caroline Mani     |

#### Zondag (dag 2)
| Datum             | Klassement  | Cat. | Winnaar           | Tweede            | Derde             |
| ----------------- | ----------- | ---- | ----------------- | ----------------- | ----------------- |
| 19 september 2010 | Losse cross | C2   | Laura van Gilder  | Kristin Gavin     | Arley Kemmerer    |
| 18 september 2011 | Losse cross | C2   | Helen Wyman       | Laura van Gilder  | Joyce Vanderbeken |
| 23 september 2012 | Losse cross | C2   | Helen Wyman       | Arley Kemmerer    | Laura van Gilder  |
| 22 september 2013 | Losse cross | C2   | Helen Wyman       | Laura van Gilder  | Arley Kemmerer    |
| 21 september 2014 | Losse cross | C2   | Helen Wyman       | Arley Kemmerer    | Jessica Cutler    |
| 11 oktober 2015   | Losse cross | C2   | Emma White        | Brittlee Bowman   | Caitlyn Vestal    |
| 9 oktober 2016    | Losse cross | C1   | Katherine Compton | Emma White        | Helen Wyman       |
| 8 oktober 2017    | US Cup      | C2   | Kaitlin Keough    | Maghalie Rochette | Emma White        |
| 7 oktober 2018    | Losse cross | C2   | Ellen Noble       | Kaitlin Keough    | Rebecca Fahringer |
| 13 oktober 2019   | Losse cross | C2   | Rebecca Fahringer | Carla Williams    | Caroline Nolan    |
| 3 oktober 2021    | USCX Series | C2   | Maghalie Rochette | Clara Honsinger   | Katie Clouse      |
| 2 oktober 2022    | USCX Series | C2   | Annemarie Worst   | Caroline Mani     | Austin Killips    |
| 1 oktober 2023    | USCX Series | C2   | Maghalie Rochette | Sidney Mcgill     | Caroline Mani     |
| 29 september 2024 | Trek USCX   | C2   | Hélène Clauzel    | Manon Bakker      | Maghalie Rochette |